# Diplomacia

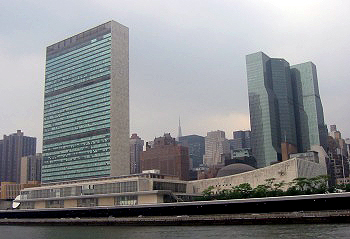
La Organización de las Naciones Unidas (ONU) es la mayor organización diplomática del mundo.

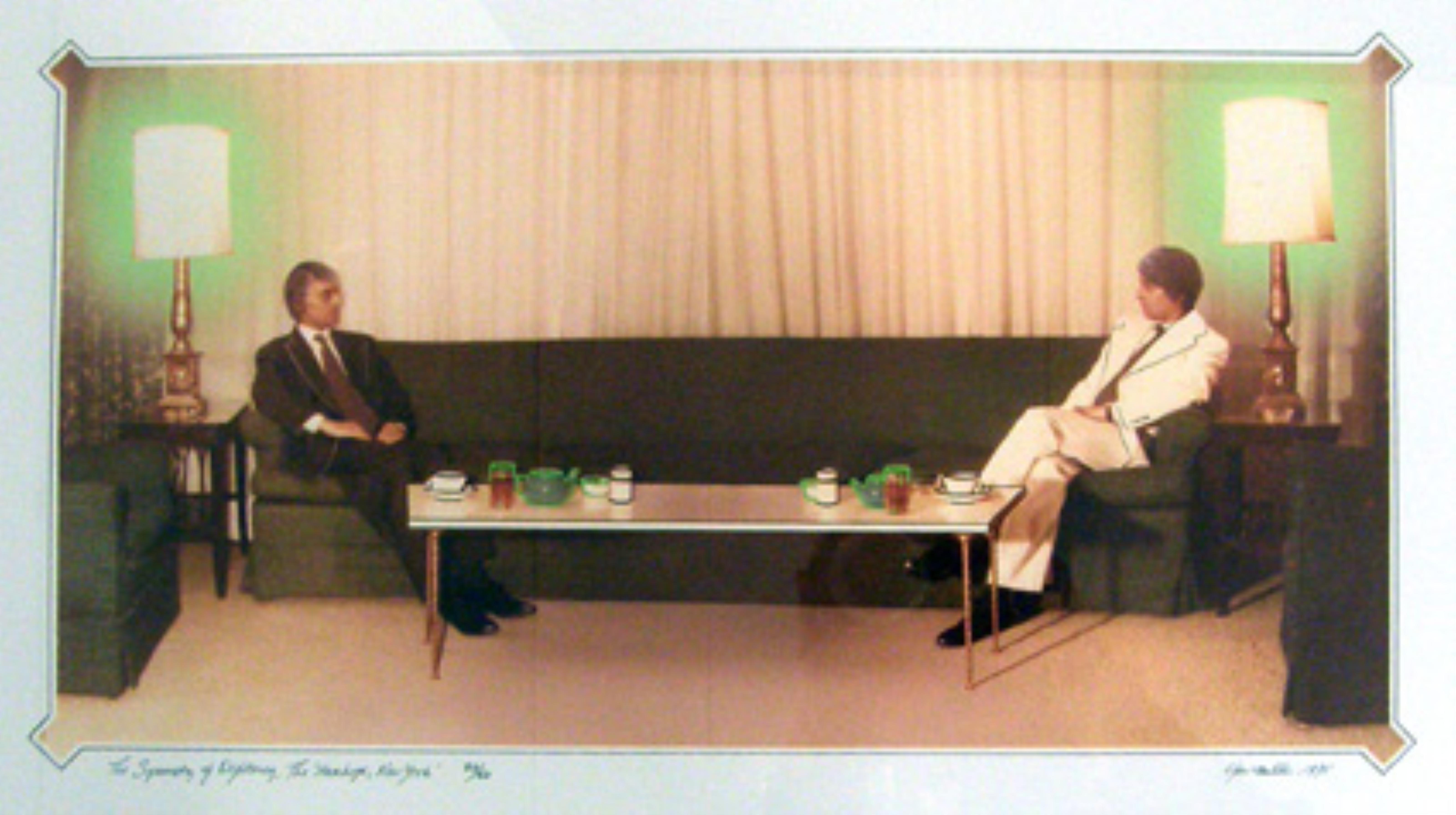
Ger van Elk, Symmetry of Diplomacy, 1975, Museo Groninger.

La diplomacia es una profesión cuyo objetivo es representar y velar por los intereses de un Estado y de su nación en relación con otro Estado u organismo internacional.
El concepto agrupa distintas acepciones de acuerdo con el mayor o menor grado de inclusión de objetivos y prácticas que a través de ella se desarrollan. La práctica diplomática se remonta hasta la Grecia clásica, dándose su evolución paulatinamente de acuerdo con el proporcional incremento de las relaciones internacionales, proceso que se intensifica en nuestros días. La importancia de la práctica diplomática radica en la versatilidad de las funciones desempeñadas por la figura de los embajadores residentes, cuyas funciones giran en torno a la generación de información fidedigna, la minimización de las fricciones potenciales y el fomento de las relaciones amistosas entre los Estados soberanos. 
La práctica diplomática contemporánea se puede distinguir en cuatro formas: la diplomacia bilateral, la diplomacia ad hoc, la diplomacia directa y aquella llamada multilateral.

## Etimología y evolución histórica del términodiplomacia
La palabra diplomacia proviene del francés diplomatie, que a su vez derivan del latín diploma y este del griego διπλομα (diploma). El término διπλομα se compone del vocablo δίπλο (diplo), que significa doblado en dos, y del sufijo μα (ma), que hace referencia a un objeto.
Un diploma era un documento oficial, “una carta de recomendación o que otorgaba una
licencia o privilegio”, remitida por la autoridad suprema de una entidad política soberana a las autoridades de otra, para informarles que el poseedor desempeñaba funciones de representación oficial y para solicitarles ciertos privilegios para el funcionario en la jurisdicción del destinatario. Dicho documento se caracterizaba por estar doblado
, y en algunas ocasiones cosido en razón de que el contenido era una comunicación privada entre el remitente y el destinatario. El documento se entregaba doblado, y contenía una recomendación oficial –con
ciertos poderes– para aquellos funcionarios que se dirigían a otro país o provincia de
un Imperio. El portador del ‘pliego’ o diploma era ipso facto un diplomático.
En su proceso evolutivo, al pasar por el latín, la palabra diploma fue adquiriendo distintos
significados, entre los que se pueden destacar, “carta doblada en dos partes”, “documento emitido
por un magistrado, asegurando al poseedor algún favor o privilegio”, y “carta de recomendación
emitida por el Estado, otorgada a personas que viajaban a las provincias”.
Siglos más tarde, en su tránsito por el francés y el inglés, el término diplomacia amplió su alcance a otras actividades que guardaban relación con el manejo de documentos oficiales entre soberanos. En Francia, la diplomatie hacía referencia «a todos los documentos solemnes emitidos por las cancillerías, especialmente aquellos que contenían acuerdos entre soberanos». El término inglés «diplomatics» se utilizó específicamente en lo relativo a la ciencia de la autenticación de documentos antiguos y a la conservación de archivos. El «oficio de tratar con archivos y diplomas» fue conocido entre los gobiernos europeos como res diplomatica o asuntos diplomáticos, un elemento que, según Harold Nicolson, «es aún vital para el funcionamiento de cualquier servicio exterior eficiente».
Hacia finales del siglo XVIII, comenzaron a utilizarse los vocablos diplomatie, en Francia, y diplomacy, diplomat y diplomatist, en el Reino Unido, en referencia al “manejo de las relaciones y negociaciones entre naciones a través de oficiales del gobierno”. Desde entonces, en palabras de algunos autores, un diplomático es “una persona autorizada a negociar en nombre de un Estado”.

### Asia occidental

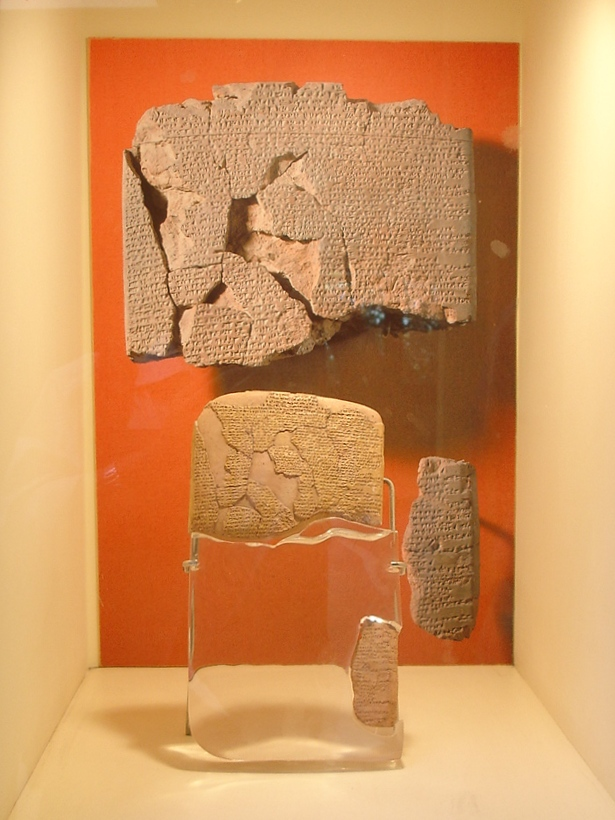
Fragmentos de tablillas de piedra del Tratado de Qadesh, el primer tratado de paz escrito en la historia de la humanidad, firmado entre hititas y egipcios (Museo de Arqueología de Estambul, 1269 a. C.)

Algunos de los primeros registros diplomáticos conocidos son las Cartas de Amarna escritas entre los faraones de la  Decimoctava dinastía de Egipto y los gobernantes de Amurru de Canaán durante el siglo XIV a. C. Se celebraron tratados de paz entre las ciudades-estado de Mesopotamia y Umma alrededor del año 2100 a. C. Tras la Batalla de Kadesh en 1274 a. C. durante la Decimonovena dinastía, el faraón de Egipto y el gobernante del Imperio hitita crearon uno de los primeros tratados de paz internacionales conocidos, que sobrevive en el, ahora generalmente llamado,   tratado de paz egipcio-hitita.
La ciudades-estado de la Grecia antigua enviaba en algunas ocasiones enviados para negociar asuntos específicos, como la guerra y la paz o las relaciones comerciales, pero no tenían representantes diplomáticos regularmente en el territorio del otro. Sin embargo, algunas de las funciones atribuidas a los representantes diplomáticos modernos eran desempeñadas por un proxenos, un ciudadano de la ciudad anfitriona que mantenía relaciones amistosas con otra ciudad, a menudo por vínculos familiares. En tiempos de paz, la diplomacia se llevó a cabo incluso con rivales no helenísticos, como el Imperio aqueménida de Persia, aunque finalmente fue conquistado por Alejandro Magno de Macedonia. Alejandro también era un experto en diplomacia, ya que se dio cuenta de que la conquista de culturas extranjeras se lograba mejor si sus súbditos macedonios y griegos se mezclaban y se casaban con las poblaciones nativas. Por ejemplo, Alejandro tomó como esposa a una mujer de Sogdia de Bactria, Roxana, tras el asedio de la Roca Sogdiana, para aplacar a la población rebelde. La diplomacia siguió siendo una herramienta necesaria del arte de gobernar para los grandes Estados helenísticos que sucedieron al imperio de Alejandro, como el Reino ptolemaico y el Imperio seléucida, que libraron varias guerras en Oriente Próximo y a menudo negociaron tratados de paz a través de alianzas matrimoniales.

#### Imperio Otomano

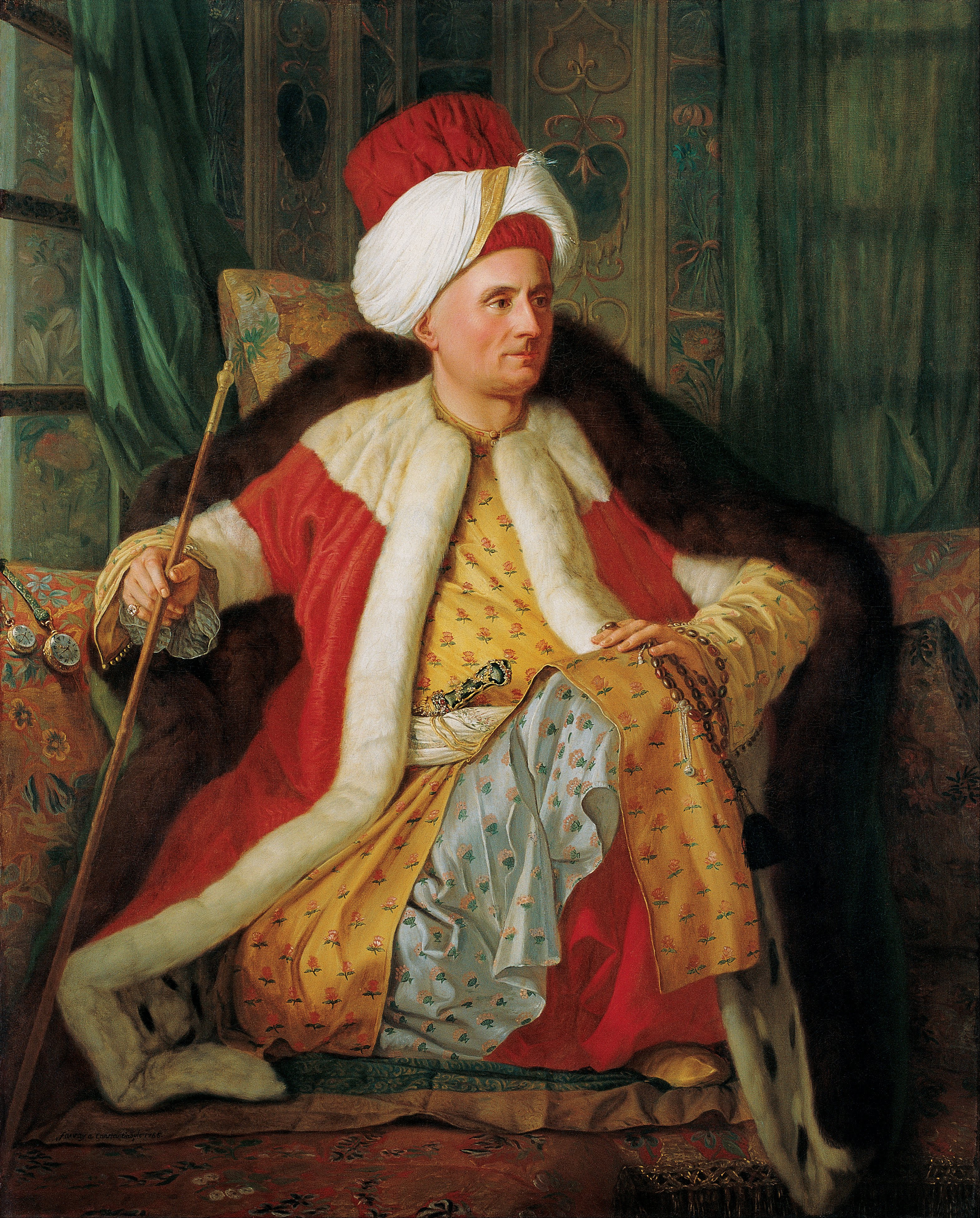
Un embajador de Francia con atuendo otomano, obra de Antoine de Favray, 1766, Museo de Pera, Estambul.

Las relaciones con el Imperio Otomano eran especialmente importantes para los estados italianos, a los que el gobierno otomano se conocía como la Sublime Puerta. Las repúblicas marítimas de la Génova y la Venecia dependían cada vez menos de sus capacidades náuticas, y cada vez más de la perpetuación de las buenas relaciones con los otomanos. Las interacciones entre varios mercaderes, diplomáticos y clérigos procedentes de los imperios italiano y otomano ayudaron a inaugurar y crear nuevas formas de diplomacia y estado. Con el tiempo, el propósito principal de un diplomático, que originalmente era un negociador, evolucionó hasta convertirse en una persona que representaba a un estado autónomo en todos los aspectos de los asuntos políticos. Se hizo evidente que todos los demás soberanos sintieron la necesidad de acomodarse diplomáticamente, debido a la aparición del poderoso entorno político del Imperio Otomano. Se podría llegar a la conclusión de que el ambiente de la diplomacia dentro del período moderno temprano giraba en torno a una base de conformidad con la cultura otomana.

#### Asia Oriental
Uno de los primeros realistas en la teoría de las relaciones internacionales fue el estratega militar del siglo VI a. C. Sun Tzu (m. 496 a. C.), autor de El arte de la guerra. Vivió durante una época en la que los estados rivales empezaban a prestar menos atención a los respetos tradicionales de la tutela a la Dinastía Zhou (c. 1050-256 a. C.) mientras cada uno competía por el poder y la conquista total. Sin embargo, una gran cantidad de diplomacia en el establecimiento de aliados, el trueque de tierras, y la firma de tratados de paz fue necesaria para cada estado en guerra, y el papel idealizado del "persuasor / diplomático" desarrollado.

#### Antigua India

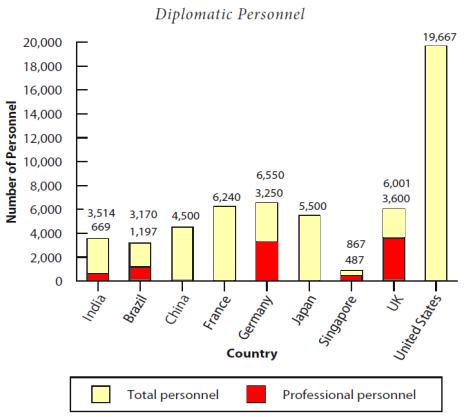
Personal diplomático de India

La antigua India, con sus reinos y dinastías, tenía una larga tradición diplomática. El tratado más antiguo sobre el arte de gobernar y la diplomacia, Arthashastra, se atribuye a Kautilya (también conocido como Chanakya), que fue el principal asesor de Chandragupta Maurya, el fundador de la dinastía Maurya que gobernó en el siglo III a. C. Incorpora una teoría de la diplomacia, de cómo en una situación de reinos enfrentados, el rey sabio establece alianzas e intenta dar jaque mate a sus adversarios. Los enviados de la época a las cortes de otros reinos solían residir durante largos periodos de tiempo, y el Arthashastra contiene consejos sobre el comportamiento del enviado, incluida la mordaz sugerencia de que "debería dormir solo". La máxima moral para el rey es que su reino prospere.
Los nuevos análisis del Arthashastra sacan a la luz que en los 6.000 aforismos en prosa (sutras) se esconden conceptos políticos y filosóficos pioneros.   Abarca las esferas interna y externa del arte de gobernar, la política y la administración. El elemento normativo es la unificación política del subcontinente geopolítico y cultural de la India. Esta obra estudia exhaustivamente el gobierno del Estado; insta a no dañar a las criaturas vivas, o a la malicia, así como a la compasión, la indulgencia, la veracidad y la rectitud. Presenta una rajmandala (agrupación de Estados), un modelo que sitúa al Estado de origen rodeado de doce entidades competidoras que pueden ser adversarios potenciales o aliados latentes, dependiendo de cómo se gestionen las relaciones con ellas. Esta es la esencia de la realpolitik. También ofrece cuatro upaya (enfoques políticos): la conciliación, las dádivas, la ruptura o disensión y la fuerza. Aconseja que la guerra es el último recurso, ya que su resultado es siempre incierto. Esta es la primera expresión de la doctrina de la razón de ser, así como del derecho humanitario: los pueblos conquistados deben ser tratados con justicia y asimilados.

### Europa

#### Imperio Bizantino

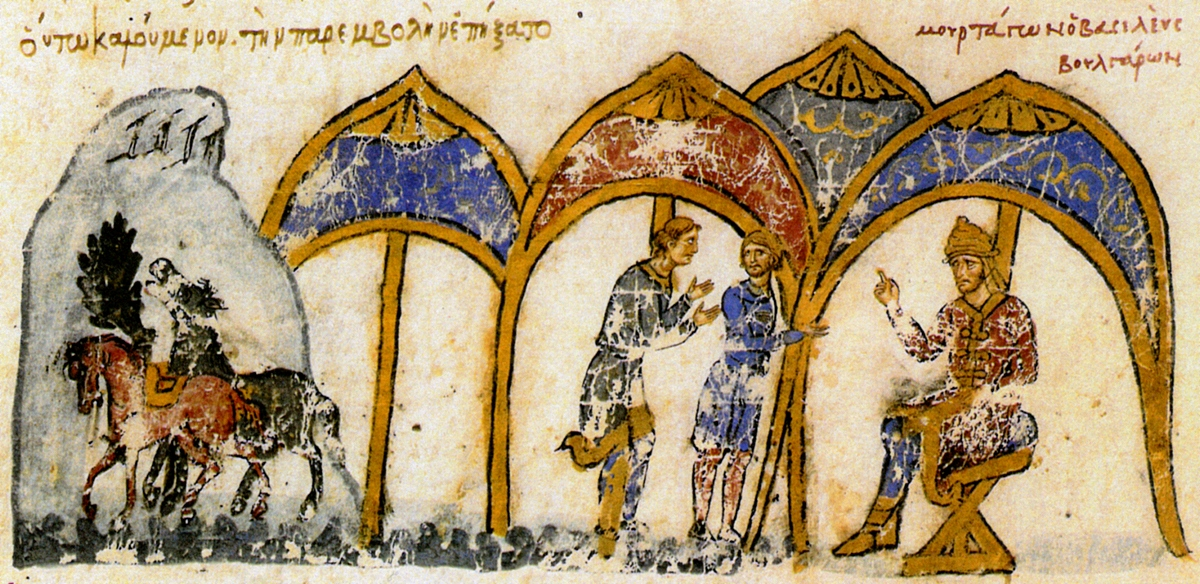
Omurtag, emperador de Bulgaria, envía una delegación al emperador bizantino Miguel II (Skylitzes Matritensis, Biblioteca Nacional de España, Madrid).

El desafío clave para el Imperio Bizantino era mantener un conjunto de relaciones entre él mismo y sus diversos vecinos, incluyendo a los georgianos, iberos, los pueblos germánicos los búlgaros, los eslavos, los armenios, los hunos, los ávaros, los  francos, los lombardos y los  árabes, que encarnaban y así mantenían su estatus imperial. Todos estos vecinos carecían de un recurso clave que Bizancio había tomado de Roma, a saber, una estructura jurídica formalizada. Cuando se pusieron a forjar instituciones políticas formales, dependían del imperio. Mientras que los escritores clásicos son aficionados a distinguir claramente entre la paz y la guerra, para los bizantinos la diplomacia era una forma de guerra por otros medios. Con un ejército regular de 120 000-140 000 hombres tras las pérdidas del siglo VII, la seguridad del imperio dependía de una diplomacia activista.
La "Oficina de Bárbaros" de Bizancio fue la primera agencia de inteligencia extranjera, que reunía información sobre los rivales del imperio de todas las fuentes imaginables. Aunque en la superficie era una oficina de protocolo -su principal deber era asegurar que los enviados extranjeros fueran atendidos adecuadamente y recibieran suficientes fondos estatales para su mantenimiento, y mantenía a todos los traductores oficiales- claramente tenía también una función de seguridad. El libro "Sobre la estrategia", del siglo VI, ofrece consejos sobre las embajadas extranjeras: "[Los enviados] que se nos envían deben ser recibidos con honor y generosidad, ya que todo el mundo tiene en alta estima a los enviados. Sus asistentes, sin embargo, deben ser vigilados para evitar que obtengan cualquier información haciendo preguntas a nuestra gente".

#### Europa medieval y moderna temprana

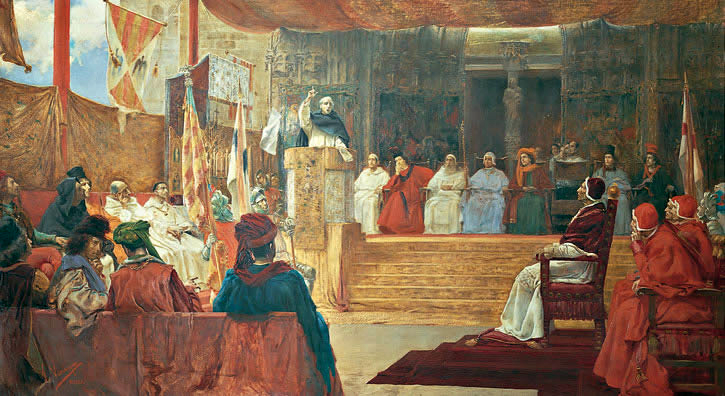
El Compromiso de Caspe, de Salvador Viniegra. El Compromiso de Caspe (1412) fue un pacto entre los representantes de los reinos de Aragón, Valencia y el Principado de Cataluña para elegir al heredero del monarca Martín el humano, quien había muerto sin descendencia directa. Este acuerdo es un ejemplo de diplomacia para abordar un problema que tradicionalmente acarrea conflictos y guerras civiles, y que acabó sentando las bases de la Monarquía Hispánica.

En Europa, los orígenes de la diplomacia moderna temprana suelen remontarse a los estados del norte de Italia a principios del Renacimiento, estableciéndose las primeras embajadas en el siglo XIII. Milán desempeñó un papel destacado, especialmente bajo Francesco Sforza que estableció embajadas permanentes ante las demás ciudades-estado del norte de Italia. Toscana y Venecia fueron también florecientes centros de diplomacia a partir del siglo XIV. Fue en la Península Italiana donde se iniciaron muchas de las tradiciones de la diplomacia moderna, como la presentación de las credenciales de un embajador al jefe de Estado.

## Reglas de la diplomacia moderna

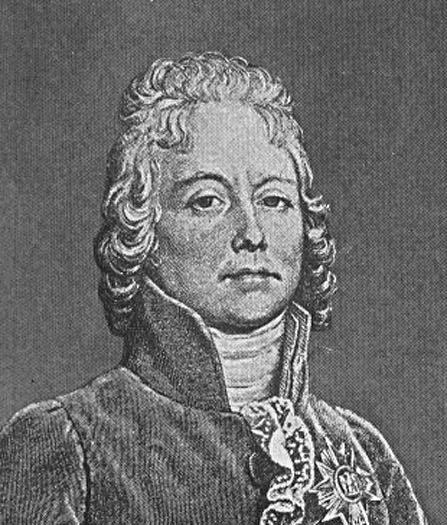
El diplomático francés Charles Maurice de Talleyrand-Périgord es considerado uno de los diplomáticos más hábiles de todos los tiempos.

Desde Italia, la práctica se extendió por toda Europa. Milán fue la primera en enviar un representante a la corte de Francia en 1455. Sin embargo, Milán se negó a acoger a representantes franceses, por temor a que realizaran espionaje e intervinieran en sus asuntos internos. A medida que potencias extranjeras como Francia y España se involucraban cada vez más en la política italiana, se reconoció la necesidad de aceptar emisarios. Pronto las principales potencias europeas intercambiaron representantes. España fue la primera en enviar un representante permanente; nombró un embajador en la Corte de Santiago (es decir, Inglaterra) en 1487. A finales del siglo XVI, las misiones permanentes se convirtieron en algo habitual. Sin embargo, el Emperador del Sacro Imperio no enviaba regularmente legados permanentes, ya que no podían representar los intereses de todos los príncipes alemanes (que en teoría estaban todos subordinados al Emperador, pero en la práctica cada uno era independiente).
En 1500-1700 se desarrollaron las reglas de la diplomacia moderna. El francés sustituyó al latín a partir de 1715 aproximadamente. El máximo rango de los representantes era un embajador. En esa época un embajador era un noble, el rango del noble asignado variaba con el prestigio del país en el que se delegaba. Se desarrollaron normas estrictas para los embajadores, que exigían que tuvieran grandes residencias, organizaran lujosas fiestas y desempeñaran un papel importante en la vida de la corte de su nación anfitriona. En Roma, el puesto más preciado para un embajador católico, los representantes franceses y españoles tenían un séquito de hasta cien personas. Incluso en los puestos más pequeños, los embajadores eran muy caros. Los estados más pequeños enviaban y recibían enviados, que estaban un escalón por debajo del embajador. En algún punto entre ambos se encontraba el cargo de ministro plenipotenciario.
La diplomacia era un asunto complejo, incluso más que ahora. Los embajadores de cada Estado estaban clasificados por complejos niveles de precedencia que eran muy discutidos. Los Estados se clasificaban normalmente por el título del soberano; para las naciones católicas el emisario del Vaticano era primordial, luego los de los reinos, después los de duchías y principados. Los representantes de las repúblicas tenían el rango más bajo (lo que a menudo enfadaba a los líderes de las numerosas repúblicas alemanas, escandinavas e italianas). La determinación de la precedencia entre dos reinos dependía de una serie de factores que a menudo fluctuaban, lo que daba lugar a disputas casi constantes.
.

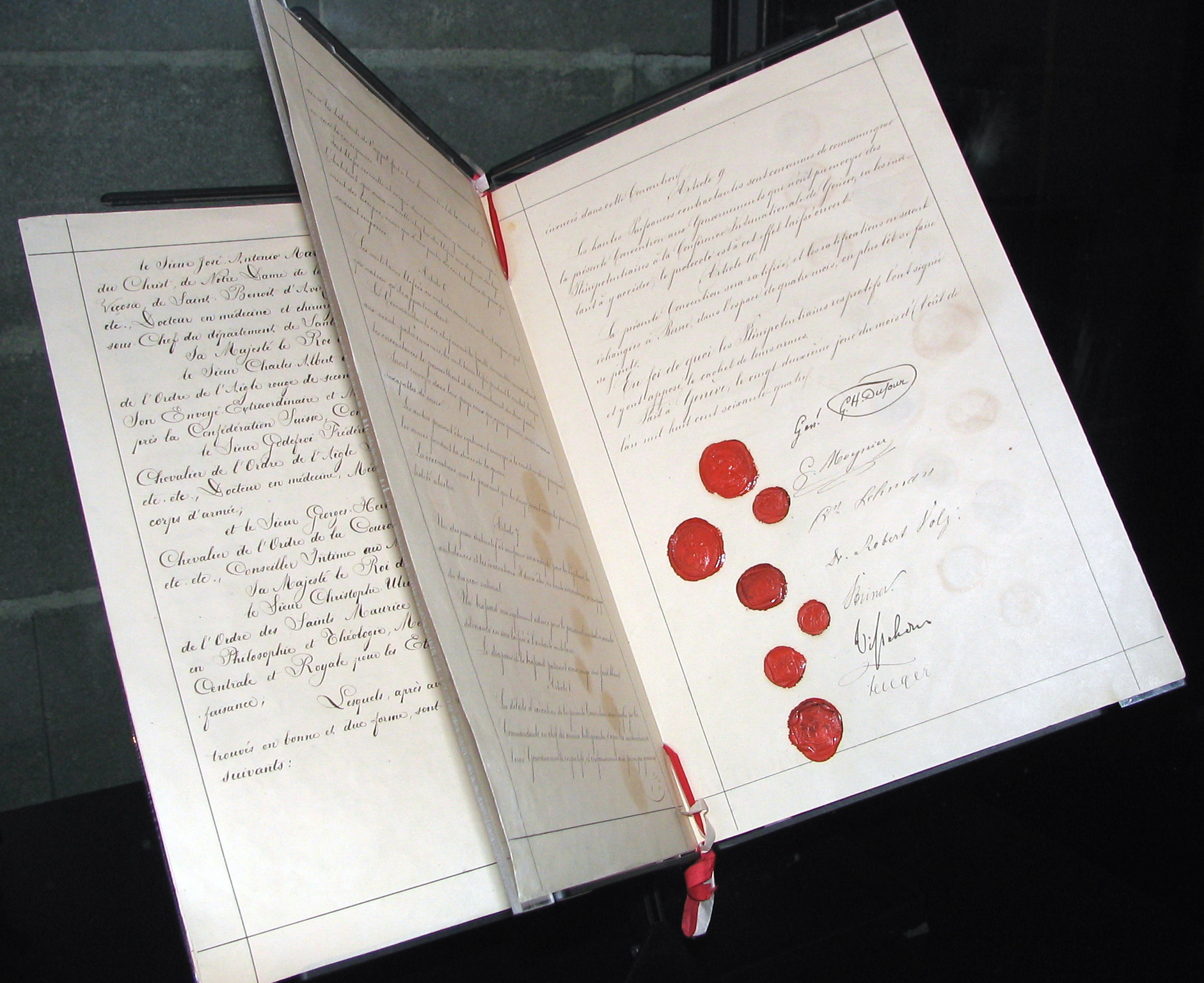
La Primera Convención de Ginebra (1864). Ginebra (Suiza) es la ciudad que acoge el mayor número de organizaciones internacionales del mundo.

Los embajadores solían ser nobles con poca experiencia en el extranjero y sin expectativas de hacer carrera en la diplomacia. Contaban con el apoyo del personal de su embajada. Estos profesionales eran enviados a misiones más largas y tenían mucho más conocimiento del país anfitrión que los funcionarios de mayor rango. El personal de las embajadas incluiría una amplia gama de empleados, incluidos algunos dedicados al espionaje. La necesidad de personas cualificadas para dotar de personal a las embajadas se cubrió con los graduados de las universidades, lo que provocó un gran aumento de los estudios de derecho internacional, francés e historia en las universidades de toda Europa.

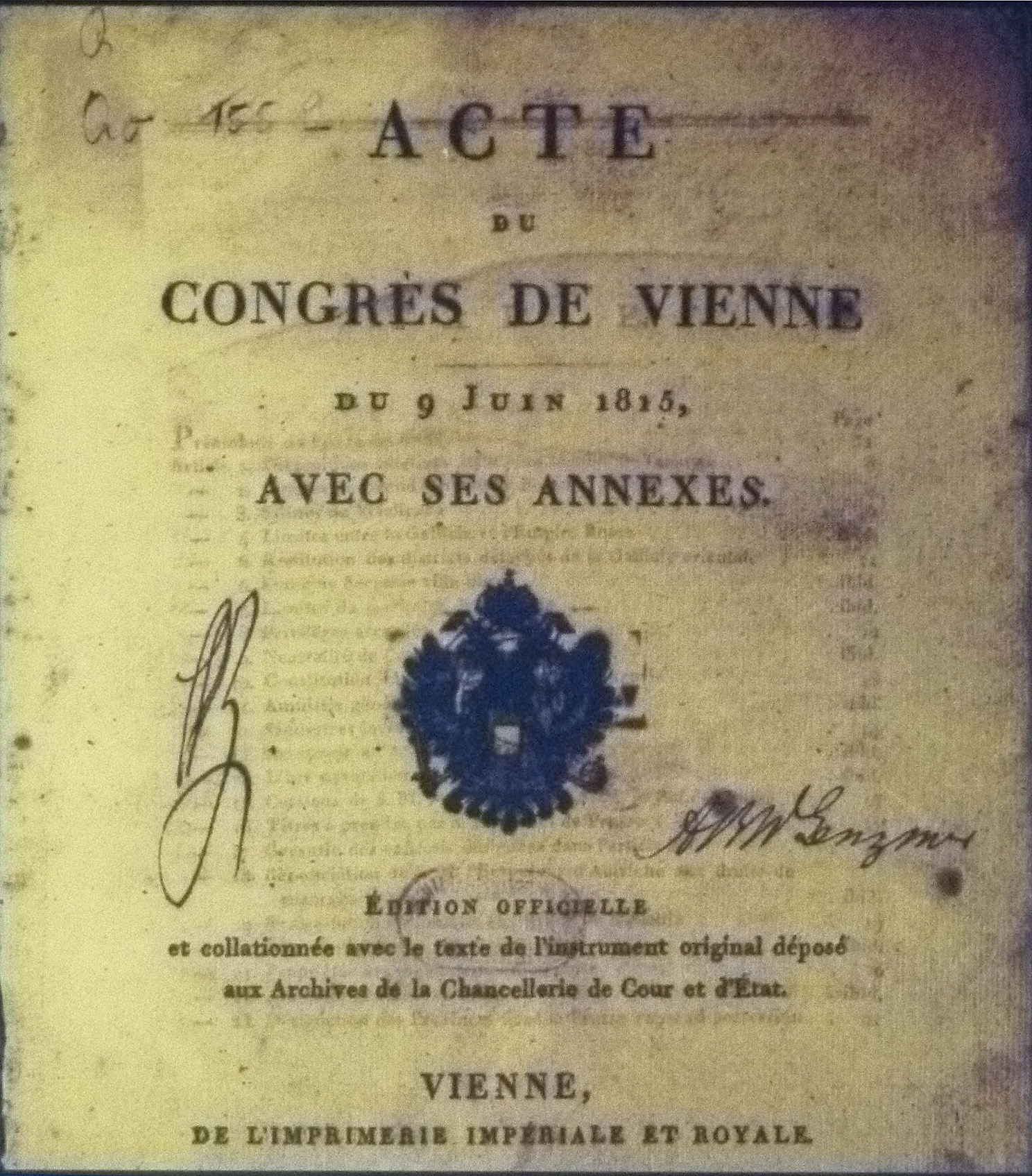
Frontispicio de Las Actas del Congreso de Viena.

Al mismo tiempo, se empezaron a crear ministerios de asuntos exteriores permanentes en casi todos los estados europeos para coordinar las embajadas y su personal. Estos ministerios estaban aún lejos de su forma moderna, y muchos de ellos tenían responsabilidades internas extrañas. Hasta 1782, Gran Bretaña tenía dos departamentos con competencias que se solapaban con frecuencia. También eran mucho más pequeños que en la actualidad. Francia, que contaba con el mayor departamento de asuntos exteriores, sólo tenía unos 70 empleados a tiempo completo en la década de 1780.
Los elementos de la diplomacia moderna se extendieron lentamente a Europa del Este y Rusia, llegando a principios del siglo XVIII. Todo el edificio se vería muy perturbado por la Revolución Francesa y los años posteriores de guerra. La revolución vería cómo los plebeyos se hacían cargo de la diplomacia del Estado francés, y de los conquistados por los ejércitos revolucionarios. Los rangos de precedencia fueron abolidos. Napoleón también se negó a reconocer la inmunidad diplomática, encarcelando a varios diplomáticos británicos acusados de conspirar contra Francia.
Tras la caída de Napoleón, el Congreso de Viena de 1815 estableció un sistema internacional de rango diplomático. Las disputas sobre la precedencia entre las naciones (y, por lo tanto, los rangos diplomáticos adecuados que se utilizaban) se abordaron por primera vez en el Congreso de Aix-la-Chapelle de 1818, pero persistieron durante más de un siglo hasta después de la Segunda Guerra Mundial, cuando el rango de embajador se convirtió en la norma. Entremedias de esa época, figuras como el canciller alemán Otto von Bismarck fueron reconocidas por su diplomacia internacional.
Los diplomáticos e historiadores suelen referirse a un Ministerio de Asuntos Exteriores por su dirección: la Ballhausplatz (Viena), el Quai d'Orsay (París), la Wilhelmstraße (Berlín); y Foggy Bottom (Washington). Para la Rusia imperial hasta 1917 fue el Puente de los Coristas (San Petersburgo), mientras que "Consulta" se refería al ministerio italiano de Asuntos Exteriores, con sede en el Palazzo della Consulta desde 1874 hasta 1922.

## La figura del agente diplomático
Un diplomático es aquel agente que envía un Estado (acreditante) ante otro Estado (receptor) para desarrollar las relaciones entre ambos. Las normas de regulación de la actividad fueron, en su mayoría, de origen consuetudinario, cristalizándose en la Convención de Viena sobre Relaciones Diplomáticas del 18 de abril de 1961.
De acuerdo con este elemento del derecho internacional público, las funciones del agente diplomático son:
- Normales

- proteger los intereses del Estado acreditante en el Estado receptor
- fomentar las relaciones amistosas
- ejercer (ciertas) funciones consulares

- Excepcionales

- representar los intereses de un tercer Estado en el Estado receptor
- representar a un tercer Estado, el cual no posea representación en el Estado que lo recibe

Para la consecución de estos objetivos, los medios de los cuales se sirve son:
- representar al Estado del cual es originario;
- negociar con el Estado receptor;
- informar a su Estado, por todos los medios lícitos.

## Tipología de las misiones diplomáticas

### Diplomacia bilateral

#### Ante Estados
Eisemberg define las misiones diplomáticas permanentes como el conjunto de la representación del Estado acreditante en el Estado receptor. La misión permanente es un órgano en el cual se deposita potencialmente toda la representación del Estado acreditante, comprendiendo todas las funciones, actividades y poderes, por tiempo ilimitado.[cita requerida]
Ese "conjunto de representación" se integra con elementos materiales (locales, archivos, documentos, vehículos, diversos bienes) y con un grupo de personas (los miembros de la misión); así como, por el estatuto jurídico especial que los regula, que establece los derechos y las obligaciones de la misión y de sus miembros, regulando además la relación con el Estado acreditante y el receptor.[cita requerida]
Las funciones de las misiones diplomáticas permanentes ante los Estados se enuncian (no taxativamente) en el artículo 3 de la Convención de Viena de 1961 y son: la representación del Estado acreditante, la protección de los intereses de Estado acreditante y de sus nacionales, la negociación, la observación por todos los medios lícitos de las condiciones y acontecimientos del Estado receptor para luego informar de ella a su Estado y el fomento y desarrollo de las relaciones amistosas, diplomáticas, económicas, culturales y científicas, etcétera.[cita requerida]

#### Ante organizaciones internacionales
Doctrinalmente se define a las misiones permanentes ante las organizaciones internacionales como el órgano encargado de la representación y de la conducción de la actividad diplomática entre un Estado miembro de la organización, ante ella y en relación con los demás Estados miembros. La misión permanente de observación puede definirse de igual forma, aunque sus cometidos son más limitados, cuando la acredita un Estado no miembro de la organización.
Las funciones de las misiones ante las Organizaciones Internacionales se enuncian el artículo 6 de la Convención de Viena de 1975 y son: la representación del Estado que envía, la negociación, la observación e información, la protección de sus intereses, así como el enlace con la organización.

### Diplomaciaad hoc
El conjunto no es la totalidad y de ahí que puedan coexistir con ellas otras misiones como las especiales cuya representatividad es otorgada por un tiempo y para un cometido determinados, los que podrán ser más o menos amplios, limitación que se pactará en el acuerdo en que se dispone su envío y recepción.
El artículo 1 de la Convención de Nueva York de 1969 define a las misiones especiales. Se entenderá por una misión temporal, que tenga carácter representativo del Estado, enviada por un Estado ante otro Estado con el consentimiento de este último, para tratar con él asuntos determinados o realizar ante él un cometido determinado.
Las funciones de las misiones diplomáticas especiales acreditadas ante Estados, «serán determinadas por el consentimiento mutuo del Estado que envía y del Estado receptor». Las actividades de las misiones especiales se clasifican en: funciones protocolares (rendir homenajes, participar en un cambio de gobierno, asistir a una boda real), funciones técnicas (coordinar actividades pesqueras, militares, comerciales, etc.), funciones de naturaleza política (coordinar la acción internacional de los Estados, firmar un tratado de paz, arreglar una alianza) y funciones técnico-políticas, aquellas de desarrollo técnico pero cuyos resultados posean un marcado contenido y una fuerte repercusión política (ej. determinación de una frontera).
Las delegaciones (misiones especiales en órganos y conferencias), no tienen fijado a través de ninguna disposición sus funciones. Debe pensarse entonces que las funciones de las delegaciones ante un Congreso o Conferencia están determinadas por la naturaleza de estos y el motivo de la convocatoria. Cuando se tratar de una Delegación en un órgano de la organización, sus funciones consisten en participar de las deliberaciones representando al Estado que envía.

### Diplomacia directa o de cumbre

#### En serie
Aquella a la cual pertenecen las llamadas oficinas temporales o permanentes que los Estados crean para fines específicos, el envío de funcionarios técnicos para la discusión de asuntos concretos y las llamadas «misiones especiales».

#### Ad hoc
Es aquella que se establece entre varios países con el mismo objetivo. Es utilizada para crear convenios comerciales con varios Estados al mismo tiempo.

### Diplomacia multilateral
La diplomacia multilateral está marcada por dos elementos esenciales: las posiciones que un país toma en cuanto a ciertos temas o problemas y el proceso por el que un acuerdo acerca de estas situaciones se alcanza. La relación entre estos dos elementos es la naturaleza dinámica de las actividades diplomáticas en las Naciones Unidas. Como una relación de negocios, las transacciones diplomáticas dependen de la confianza entre gobiernos y aún más, entre embajadores (agentes autorizados) de estos gobiernos. Las relaciones diplomáticas multilaterales entre dos gobiernos en la arena multilateral engloban todos los aspectos de la actividad humana – la política, la economía, las leyes, la seguridad social, los valores, la lengua, la cultura, el arte, la religión, etcétera.
La diplomacia multilateral es como una tela de araña, con un país jalando en una dirección y otros más en una dirección opuesta. Cuando se trata de construir un consenso en un ambiente multilateral, los diplomáticos constantemente tienen que ajustar el proceso de negociaciones mientras este está en marcha. El proceso demanda, tanto a los gobiernos como a las Naciones Unidas, a encontrar un punto común entre intereses nacionales que compiten y se contraponen. A través de la discusión, la negociación y el compromiso, el consenso internacional emerge. Mientras el consenso es el objetivo fundamental de las Naciones Unidas, la complejidad de los intereses y los puntos de vista hace que sea extremadamente difícil lograrlo en muchas áreas. La divergencia de las posiciones nacionales son la razón principal por la que el consenso algunas veces tarda años en lograrse.